# Futebol Clube da Foz
O Futebol Clube da Foz é um clube português localizado na Foz do Porto, freguesia de Foz do Douro, Município do Porto, Distrito do Porto. O clube foi fundado em 1 de Maio de 1934. Os seus jogos em casa são disputados no Campo de Jogos da Ervilha.
A equipa de futebol sénior participou, na época de 2018/19 na Divisão de Elite da Associação de Futebol do Porto.
A sua maior conquista foi a vitória AF Porto Taça AF Porto 2022/23.

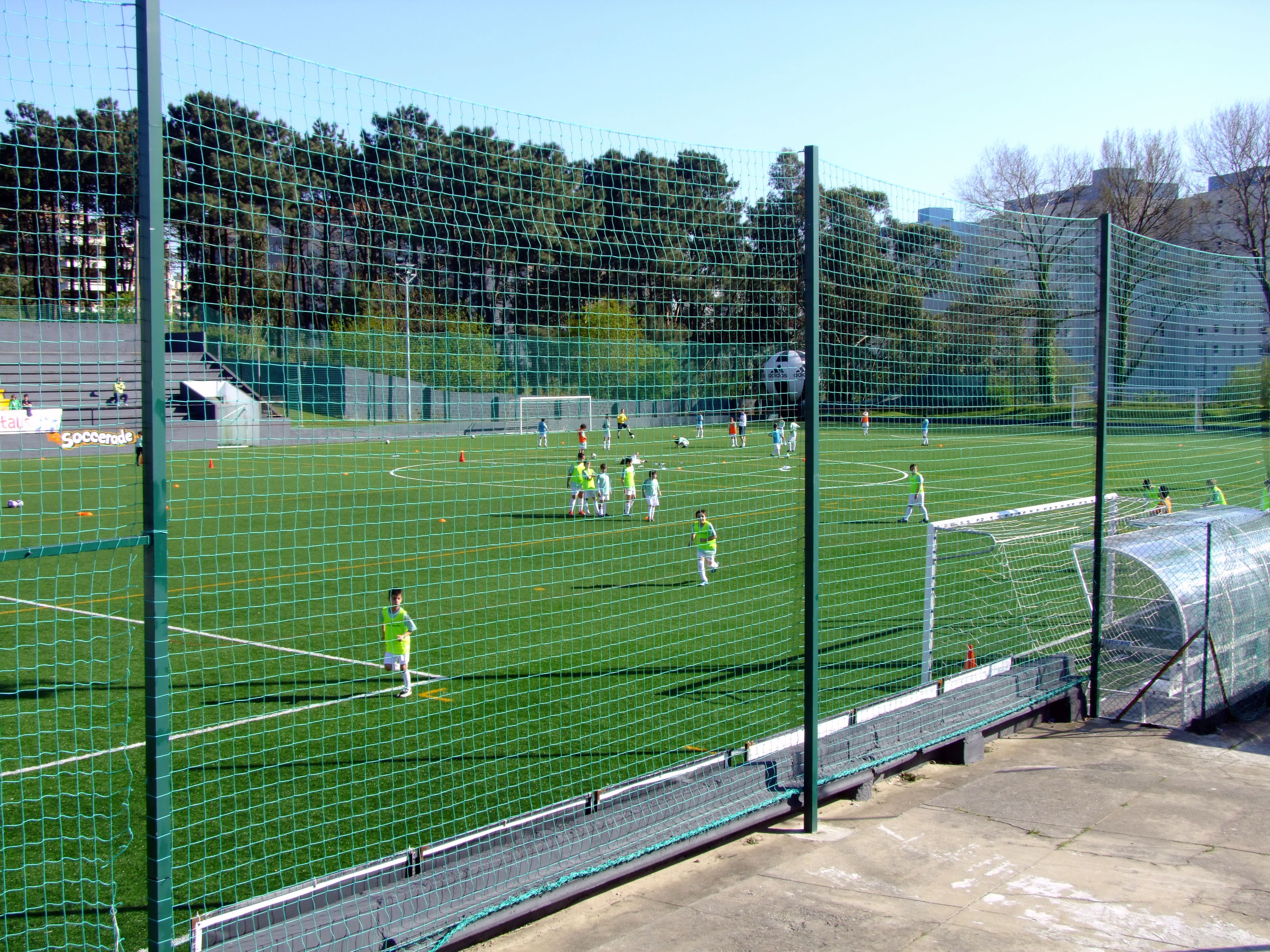
Campo de Jogos Ervilha

## Histórico
| Temporada | Div | Liga                             | Pos | Pts    | J  | V  | E  | D  | G.M. | G.S. | Diff. |
| 2016-2017 | 7   | I Divisão - Série 1 da AF Porto  | 5   | .      | .  | .  | .  | .  | .    | .    | .     |
| 2009-2010 | 7   | II Divisão - Série 1 da AF Porto | 1   | .      | .  | .  | .  | .  | .    | .    | .     |
| 2008-2009 | 7   | II Divisão - Série 1 da AF Porto | 10  | 31 pts | 28 | 8  | 7  | 13 | 28   | 36   | -8    |
| 2007-2008 | 6   | I Divisão - Série 1 da AF Porto  | 18  | 18 pts | 34 | 4  | 6  | 24 | 30   | 66   | -36   |
| 2006-2007 | 6   | I Divisão - Série 1 da AF Porto  | 8   | 43 pts | 32 | 10 | 13 | 9  | 37   | 39   | -2    |
| 2004-2005 | 6   | I Divisão - Série 1 da AF Porto  | 10  | 44 pts | 33 | 13 | 5  | 15 | 39   | 42   | -3    |
| 2003-2004 | 6   | I Divisão - Série 1 da AF Porto  | 13  | 36 pts | 34 | 9  | 9  | 16 | 32   | 44   | -12   |

## Palmares
1 AF Porto Taça de Honra: 2022/23
1 AF Porto 2ª Divisão: 2009/10
1 AF Porto 3ª Divisão: 1968/69